# Resolució 2305 del Consell de Seguretat de les Nacions Unides
La Resolució 2305 del Consell de Seguretat de les Nacions Unides fou adoptada per unanimitat el 30 d'agost de 2016. El Consell va ampliar el mandat de la Força Provisional de les Nacions Unides al Líban (UNIFIL) per un any fins al 31 d'agost de 2017.

## Contingut
El govern del Líban havia demanat la renovació de la UNIFIL al sud del país per ajudar amb l'exercici de l'autoritat en aquesta regió. Es va observar que deu anys després de la Guerra del Líban de 2006 s'havia acordat l'alto el foc permanent i altres disposicions de la resolució 1701. El Consell també estava profundament preocupat per les nombroses violacions d'aquesta resolució. Per exemple, el 20 de desembre de 2015, es van disparar tres míssils a Israel, i el 4 de gener de 2016, dos vehicles de l'exèrcit israelià van ser atacats pel costat israelià de la Línia Blava.
El mandat de la UNIFIL es va ampliar fins al 31 d'agost de 2017. Ed va demanar al Secretari General Ban Ki-moon que realitzés una avaluació estratègica de la missió abans de febrer de 2017. Es va demanar també més suport internacional per a la creació de capacitats de l'exèrcit libanès, amb el qual la UNIFIL cooperava.
També es va instar que Israel es retirés ràpidament del nord de la ciutat de Ghajar, perquè pertanyia realment al Líban.